# Australian air Express
Australian air Express fue una empresa logística con sede en Melbourne, Australia. Operaba servicios exclusivamente de carga dentro de Australia, utilizando aviones y una flota de vehículos terrestres arrendados a Qantas, National Jet Systems y Pel-Air. Su base principal era el aeropuerto de Melbourne.

## Historia

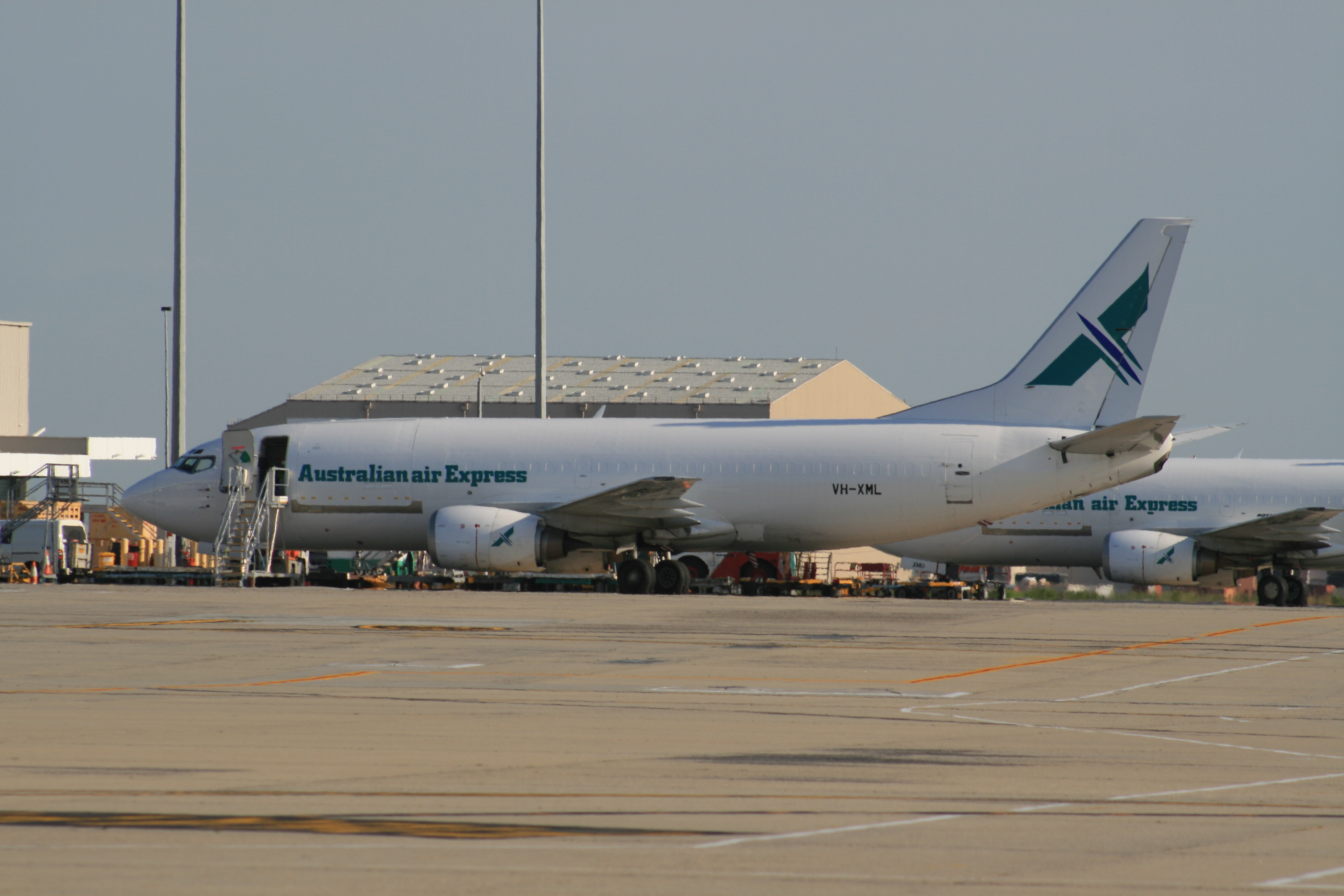
Boeing 737 de Express Freighters Australia ahora forman el núcleo de la flota de Australian air Express

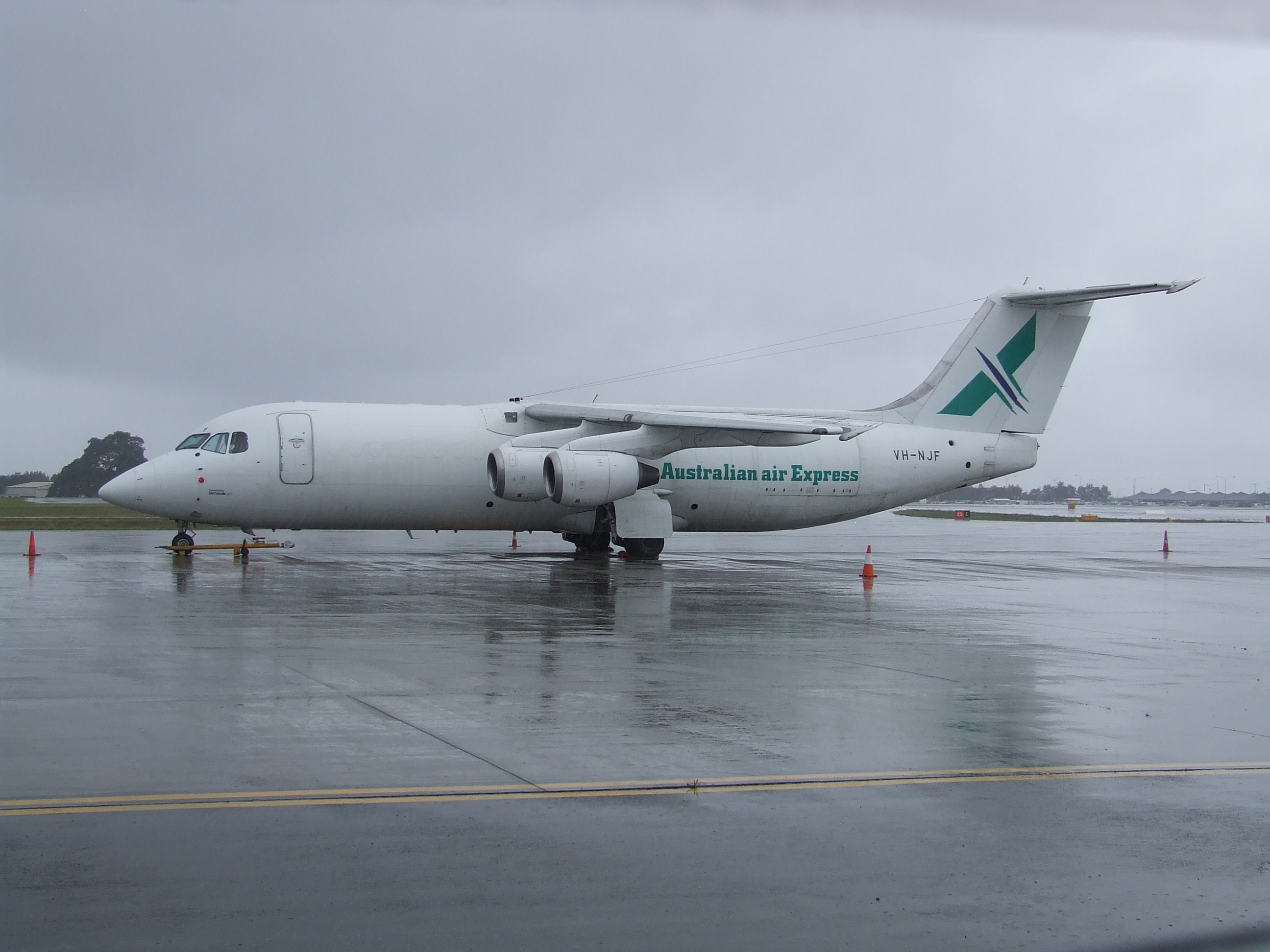
BAe 146-300 de National Jet Systems operando en nombre de Australian air Express

Australian air Express fue fundada a principios de 1992 como una compañía de transporte aéreo nacional, con la capacidad de recolección y entrega de servicios usando furgonetas y camiones. AaE comenzó a operar el 1 de agosto de 1992. Fue establecida como una empresa conjunta entre la mayor aerolínea de Australia, Qantas (50%) y el proveedor de correos propiedad del gobierno Australia Post (50%), como el competidor principal para Ansett Australia. AaE opera más de 50 servicios de carga nocturnos entre capitales. AaE utiliza la capacidad de carga en los vuelos de cabotaje de Qantas, así como servicios de carga dedicados operados en su nombre por varias empresas diferentes, utilizando principalmente aviones Boeing 727. Australian air Express comenzó la eliminación progresiva de los 727 en septiembre de 2006, y están siendo reemplazados por aviones Boeing 737 convertidos, que formaban parte de la flota de Qantas, operados por la filial de Qantas Express Freighters Australia. El primer Boeing 737 entró en servicio el 24 de octubre de 2006. El 2 de octubre de 2012, Qantas anunció que adquiriría el 50% de interés de Australia Post en AaE, a cambio de Australia Post adquirir el 50% de interés de Qantas en Star Track Express.
La aerolínea cesó sus operaciones en 2013.

## Destinos
Australian air Express operaba servicios de carga regulares a los siguientes destinos nacionales (febrero de 2008):
Territorio de la Capital Australiana
- Aeropuerto de Canberra

Nueva Gales del Sur
- Aeropuerto de Newcastle
- Aeropuerto de Sídney

Territorio del Norte
- Aeropuerto Ayers Rock
- Aeropuerto de Darwin
- Aeropuerto de Gove

Queensland
- Aeropuerto de Brisbane
- Aeropuerto de Cairns
- Aeropuerto de Gold Coast
- Aeropuerto de Mackay
- Aeropuerto de Rockhampton
- Aeropuerto de Townsville

Australia Meridional
- Aeropuerto de Adelaida

Tasmania
- Aeropuerto de Hobart
- Aeropuerto de Launceston

Victoria
- Aeropuerto de Melbourne Hub

Australia Occidental
- Aeropuerto de Perth

## Flota
La flota de Australian air Express se componía de las siguientes aeronaves (a diciembre de 2011):